# Alan Dale (cantante)
Alan Dale (9 de julio de 1925 – 20 de abril de 2002) fue un cantante de música pop tradicional y rock and roll de nacionalidad estadounidense.

## Primeros años
Su verdadero nombre era Aldo Sigismondi, y nació en el barrio de Brooklyn, en la ciudad de Nueva York. Su padre, Aristide Sigismondi,  era un inmigrante llegado de los Abruzos, Italia, en 1904, con 21 años de edad, y que se convirtió en un comediante en lengua italiana, y con un programa radiofónico propio. Su madre, Agata "Kate" Sigismondi, había nacido en Mesina, Sicilia, y era 15 años más joven que Aristide. 
A los nueve años de edad le llegó a Dale la primera oportunidad de actuar en público cuando su padre le pidió que cantara en su programa. Su interpretación fue lo bastante buena como para que su padre le hiciera actuar de manera regular en el show.
Originalmente la intención de Dale no era dedicarse al canto, sino al periodismo. Sin embargo, dejó la escuela tras una discusión con un profesor, decisión que le hizo pasar de uno a otro trabajo hasta que un día de 1943 un amigo le sugirió que buscara trabajo como cantante en un casino de Coney Island. Tras unas pruebas, fue inmediatamente contratado, y en 1944 entró a formar parte de la Orquesta de Carmen Cavallaro como vocalista, adoptando su definitivo nombre artístico ante la insistencia de Cavallaro. El nombre fue en homenaje al personaje de Robin Hood Alan-a-Dale. En 1944 y 1945 Dale cantó para la Orquesta de George Paxton, haciéndose cada vez más conocido en la Costa Este, y actuando en el Roseland Ballroom de Nueva York y grabando para Majestic Records.

## Carrera musical
En 1947 fue animado por Bob Thiele, un productor discográfico, para grabar como solista para Signature Records, y en diciembre de 1947 trabajó para Columbia Records en un corto con la Orquesta de Elliot Lawrence. Al año siguiente consiguió un show propio, The Alan Dale Show, emitido en primero por DuMont Television Network y después con la CBS.
En los primeros años cincuenta grabó para diversos sellos discográficos, yendo de Columbia Records a Decca antes de asentarse con Coral, la compañía con la cual consiguió sus mayores éxitos: "Heart of My Heart" (junto a Johnny Desmond y Don Cornell), que alcanzó el número 10 de Billboard en 1953, una versión vocal de "Cherry Pink and Apple Blossom White" que llegó a n.º 14 en 1955, y "Sweet and Gentle", canción que, también en 1955, alcanzó el n.º 10. Las dos últimas canciones vendieron más de un millón de copias cada una, recibiendo por ello dos discos de oro.
Dale hizo amistad con Alan Freed, y como resultado de ello obtuvo la oportunidad de hacer el papel de un cantante de rock and roll en el film de 1956 Don't Knock the Rock. En esta película actuaba junto a Freed, Bill Haley y sus Cometas, Little Richard y The Treniers, y cantaba la canción del título, la cual fue grabada en formato sencillo.
En 1957 volvió a cambiar de una discográfica a otra, pasando por ABC, MGM, y United Artists.

## Últimos años
A finales de la década de 1950 presentadores televisivos como Ed Sullivan se negaban a que Dale actuara en sus shows, motivo por el cual su carrera inició el declive. Dale describió esas circunstancias en una autobiografía fechada en 1965, The Spider and the Marionettes.
Alan Dale falleció en Nueva York en 2002, por un paro cardiaco producido tras una larga hospitalización para tratar una infección. Tenía 76 años de edad. Fue enterrado en el cementerio de Green-Wood de Brooklyn.